# Гениохия
Гениохия — бывшее окологосударственное племенное или полноценно государственное образование на Западном Кавказе.

## Религия
В Гениохии царили (до греческой колонизации) местные верования, практиковался воздушный обряд захоронения прямо на деревьях.

## Культура
В поселении Ахул-Абаа (торговый путь из Диоскуриады в Цебельдинскую долину), была найдена разнообразная посуда с элементами ткани на стенках, это может говорить о том что местные жители выпаривали морскую соль с помощью подобной посуды. Население довольно рано познало чудеса бронзовой металлургии.  Гениохи занимались земледельством, скотоводством, и гончарным ремеслом, ткачеством, виноделием. С Греческой колонизацией повысился уровень гончарного производства, поступала керамика и различные импортные товары из греческих полисов. Гениохи были хорошо вооружены, в захоронениях найдены щиты, поножи, шлемы и массово занимались пиратством, захватом рабов и перепродажей их в Боспоре.
По греческим преданиям гениохи якобы являются потомками лаконцев.

## Хронология истории
- В восьмом веке до н.э. гениохи впервые упоминаются в клинописях.

- В шестом веке до н.э. греки основывают города-колонии в Гениохии.

- Племена колов начинают теснить Гениохию с востока.

- Гениохи нападают на Эшерское городище. Эшерская надпись гласит:

"ΒΩΜΗΙΠοΛΥΤΙΤ ΔΥΗΑΣωΑІΑΥΤ АΜΒΑΝΩΝΕІΣ ІΠАΝΤΩΝΤΩΝ ΒАΣΙΛΕΙΑΣΚА" — "захватив с собой в город, Басилеа (царство?, царица?)"

- В первом веке н.э. Гениохия разрдробляется на четыре "царства" (видимо племена Тиндаридов, Фтирофагов, Макропогонов и Кораксов) которыми правят четверых царей. Из этих четырех образований затем выделяются  Абазгия, Апсилия, Санигия и Мисиминия.[5]